# Mark Ladbrook
Mark Ladbrook, född 8 februari 1972, är en australisk friidrottare. Han deltog vid olympiska sommarspelen 1996.